# Înapoi În Viitor
Înapoi În Viitor è il nono album del gruppo Rap B.U.G. Mafia. L'album è stato pubblicato il giorno 1º settembre del 2011 dall'etichetta discografica Casa Productions.

## Singoli
Il primo singolo "Supranatural" è stato pubblicato su YouTube il 14 marzo del 2010, la canzone ha ottenuto più di 1000.000 visualizzazioni. Il secondo singolo "Bag Pula-n Lume Şi V-o Fac Cadou" è uscito il 7 maggio del 2010 ed ha ottenuto 2400.000 di visualizzazioni su Youtube. Il terzo singolo, "La Fel De Prost Ca Tine" è uscito il 24 dicembre del 2010 e il quarto singolo, "La Fel De Prost Ca Tine" è uscito il 31 dicembre del 2010.

## Tracce
1. "Ziua Independentei" feat. Magic Touch
2. "Inapoi In Viitor" feat. Roxana Andronescu
3. "...Si Cui Ii Pasa"
4. "Bag Pula-n Lume Şi V-o Fac Cadou" feat. ViLLy
5. "Cand Trandafirii Mor" feat. Lucian Colareza
6. "Cu Premeditare (Dupa Ei)"
7. "Celebrii Anonimi" feat. Luchian
8. "Robolov"
9. "Olimpiada"
10. "Cât Poţi Tu De Tare" feat. Bodo
11. "Intalnire De Gradu' 4" feat. Magic Touch
12. "Ti-o Dau La Muie"
13. "Radio Viitoru'"
14. "O La La" feat. WeedLady
15. "Supranatural"
16. "Care Au Mai Ramas" feat. Marius Savescu
17. "Fără Cuvinte'" feat. Loredana Groza
18. "5000 De Zile"
19. "La Fel De Prost Ca Tine" feat. Bogdan Dima
20. "Masina Timpului"
21. "Inainte Sa Plec"
22. "Voiaj 01.14.53.44'" feat. Magic Touch